# Râul Manole, Bâsca Chiojdului
Râul Manole este un curs de apă, afluent al râului Bâsca Chiojdului. 